# Mark Arendz
Mark Arendz (* 3. März 1990 in Charlottetown, Prince Edward Island, Kanada) ist ein kanadischer Para-Ski-nordisch-Sportler, der in den Disziplinen Para-Langlauf und Para-Biathlon antritt.

## Leben
Im Alter von sieben Jahren verlor Mark Arendz seinen linken Arm, als er beim Einfüllen von Mais in eine Kornschnecke das Gleichgewicht verlor. Sein Arm wurde bis zur Schulter von den Klingen erfasst und später in Halifax amputiert. Nach dem Unfall arbeitete er für die Organisation War Amps. 

## Karriere
Bei seiner ersten Paralympics-Teilnahme 2010 in Vancouver nahm er an sechs Rennen teil, gewann aber keine Medaille. Bei den Winter-Paralympics 2014 in Sotschi gewann er im Biathlon eine Silbermedaille über 7,5 Kilometer und eine Bronzemedaille über 12,5 Kilometer. Bei den Winter-Paralympics 2018 in Pyeongchang, Südkorea gewann Arendz sechs Medaillen, fünf Einzel- und eine Mannschaftsmedaille, darunter seine ersten Skilanglauf-Medaillen. Er war der erste Kanadier, der bei den Winter-Paralympics zwei Biathlon-Medaillen gewann. Bei der Abschlusszeremonie durfte er Kanadas Fahne tragen. Nach den Spielen benannte sein ehemaliger Skiclub, das Brookvale Nordic Ski Centre, eine Loipe in Brookvale nach ihm. Bei den Winter-Paralympics 2022 in Peking, China, gewann er eine Goldmedaille, eine Silbermedaille und zwei Bronzemedaillen.
Bei den Nordischen Skiweltmeisterschaften der Behinderten nahm er 2013 in Sollefteå, Schweden, 2015 in Cable (Wisconsin), USA, 2017 in Finsterau in Deutschland und 2019 in Prince George (British Columbia) in Kanada teil. Dabei errang er 3 Goldmedaillen, 5 Silbermedaillen und 4 Bronzemedaillen.
Bei den Nordischen Skiweltmeisterschaften der Behinderten 2023 im schwedischen Östersund erkämpfte er 3 Gold- und eine Silbermedaille.

## Ehrungen
Mark Arendz erhielt 2018 den Verdienstorden Order of Prince Edward Island.